# 알레한드로 기이에르

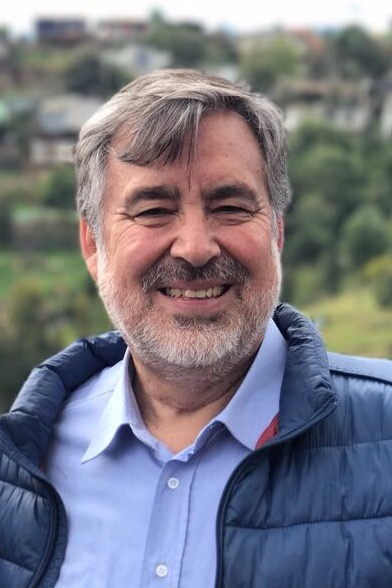
기이에르(2017년)

알레한드로 레네 엘레오도로 기이에르 알바레스(스페인어: Alejandro René Eleodoro Guillier Álvarez, 1953년 3월 5일~)는 칠레의 정치인, 사회학자, 방송인이다.
원래는 방송인으로서 활동했는데, 2013년 전후로 정계에 입문했다. 2017년에 들어서 본격적으로 두각을 드러내면서 범여권의 대선주자로 떠올랐다. 이후 여권의 대선후보로 선출되었으며 세바스티안 피녜라 전 대통령과 함께 결선투표에 진출하게 되었다.

## 역대 선거 결과
| 선거명      | 직책명        | 대수 | 정당   | 1차 득표율 | 1차 득표수  | 2차 득표율 | 2차 득표수  | 결과 | 당락 |
| ----------- | ------------- | ---- | ------ | ---------- | ----------- | ---------- | ----------- | ---- | ---- |
| 2017년 선거 | 칠레의 대통령 | 42대 | 무소속 | 22.70%     | 1,498,040표 | 45.43%     | 3,160,628표 | 2위  | 낙선 |